# Far Beyond Driven
Far Beyond Driven è il settimo album del gruppo musicale statunitense Pantera, pubblicato il 22 marzo 1994 dalla EastWest Records.
Negli Stati Uniti il disco ebbe un grande successo, debuttando direttamente alla prima posizione della Billboard 200. I singoli Planet Caravan (cover dell'omonimo brano dei Black Sabbath) e 5 Minutes Alone da esso estratti sono tra i più celebri del gruppo.

## Descrizione
È considerato uno dei dischi più pesanti ad aver raggiunto il primo posto della classifica degli album più venduti negli Stati Uniti d'America.
Durante il periodo di registrazione dell'album il cantante Phil Anselmo, a causa della sua malattia alla schiena, iniziò a fare un pesante uso di droghe e alcolici per alleviare il dolore, e fu proprio tutto questo che contribuì al suono oscuro che viene presentato nell'album. Alcune delle canzoni dell'album sono diventate grandi classici del repertorio dei Pantera, come 5 Minutes Alone, I'm Broken e Slaughtered.
Alcune edizioni dell'album sono accompagnate dal DVD dei Watch It Go Part 3, che ritrae momenti di svago del gruppo e anche i video dei singoli 5 Minutes Alone e I'm Broken.
La copertina ufficiale ritrae un'immagine della testa di Phil Anselmo perforata da un trapano, modificata da un filtro blu. Originariamente avrebbe dovuto ritrarre un trapano nell'atto di perforare un ano, ma a causa di problemi di censura fu cambiata. In Australia e in Nuova Zelanda è uscito in edizione limitata un box set contenente entrambe le copertine, mentre l'edizione speciale per il 20º anniversario dall'uscita dell'album, pubblicato nel 2014, presenta la copertina originale.
Nel giugno del 2017 la rivista Rolling Stone ha collocato l'album alla trentanovesima posizione dei 100 migliori album metal di tutti i tempi.
Il titolo dell'album viene da una chitarra di Dimebag che usava dal vivo per i brani accordati in Re, la Far Beyond Driven ML. Essa è color "TransBrazilia", ma esiste anche un modello con raffigurata la copertina censurata.

## Tracce
Testi e musiche di Dimebag Darrell, Vinnie Paul, Phil Anselmo e Rex Brown.
1. Strength Beyond Strength - 3:39
2. Becoming - 3:05
3. 5 Minutes Alone - 5:50
4. I'm Broken - 4:25
5. Good Friends and a Bottle of Pills - 2:54
6. Hard Lines, Sunken Cheeks - 7:01
7. Slaughtered - 3:57
8. 25 Years - 6:06
9. Shedding Skin - 5:37
10. Use My Third Arm - 4:52
11. Throes of Rejection - 5:01
12. Planet Caravan (cover dei Black Sabbath) - 4:04

Traccia bonus nell'edizione giapponese
1. The Badge (cover dei Poison Idea) - 2:59

## Formazione
- Philip Anselmo – voce
- Dimebag Darrell – chitarra
- Rex Brown – basso
- Vinnie Paul – batteria

## Classifiche
| Classifica (1994) | Posizione massima |
| ----------------- | ----------------- |
| Australia         | 1                 |
| Austria           | 8                 |
| Canada            | 18                |
| Finlandia         | 3                 |
| Germania          | 7                 |
| Norvegia          | 14                |
| Nuova Zelanda     | 14                |
| Paesi Bassi       | 47                |
| Regno Unito       | 3                 |
| Stati Uniti       | 1                 |
| Svezia            | 2                 |
| Svizzera          | 21                |